# Empoasca rubricula
Empoasca rubricula är en insektsart som beskrevs av Jacobi 1941. Empoasca rubricula ingår i släktet Empoasca och familjen dvärgstritar. Inga underarter finns listade i Catalogue of Life.